# Молочная бутылка
Молочная бутылка (часто называемая бутылка из-под молока) — тара для молока и молочных продуктов в виде стеклянной бутылки (стеклотара).

## История
Точное место появления молочной бутылки неясно, так как в Великобритании и США они появились в одном — 1880 — году.
В США первые патенты на молочную бутылку были получены братьями Льюисом Уайтманом и Абрамом Уайтманом. Братья Уайтманы выпускали бутылки на заводе в Камберленде в штате Мэриленд. 

В Великобритании первым производителем молочных бутылок была Express Dairy Company; эти бутылки имели фарфоровую крышку с проволочной защёлкой.

## Использование в разных странах

Молочная бутылка и разновидности крышек в СССР

Разновидности молочных бутылок в СССР. Бутылки по 0,5 л — справа — 1986 г., слева — 1989 г., по центру — бутылка 1 л

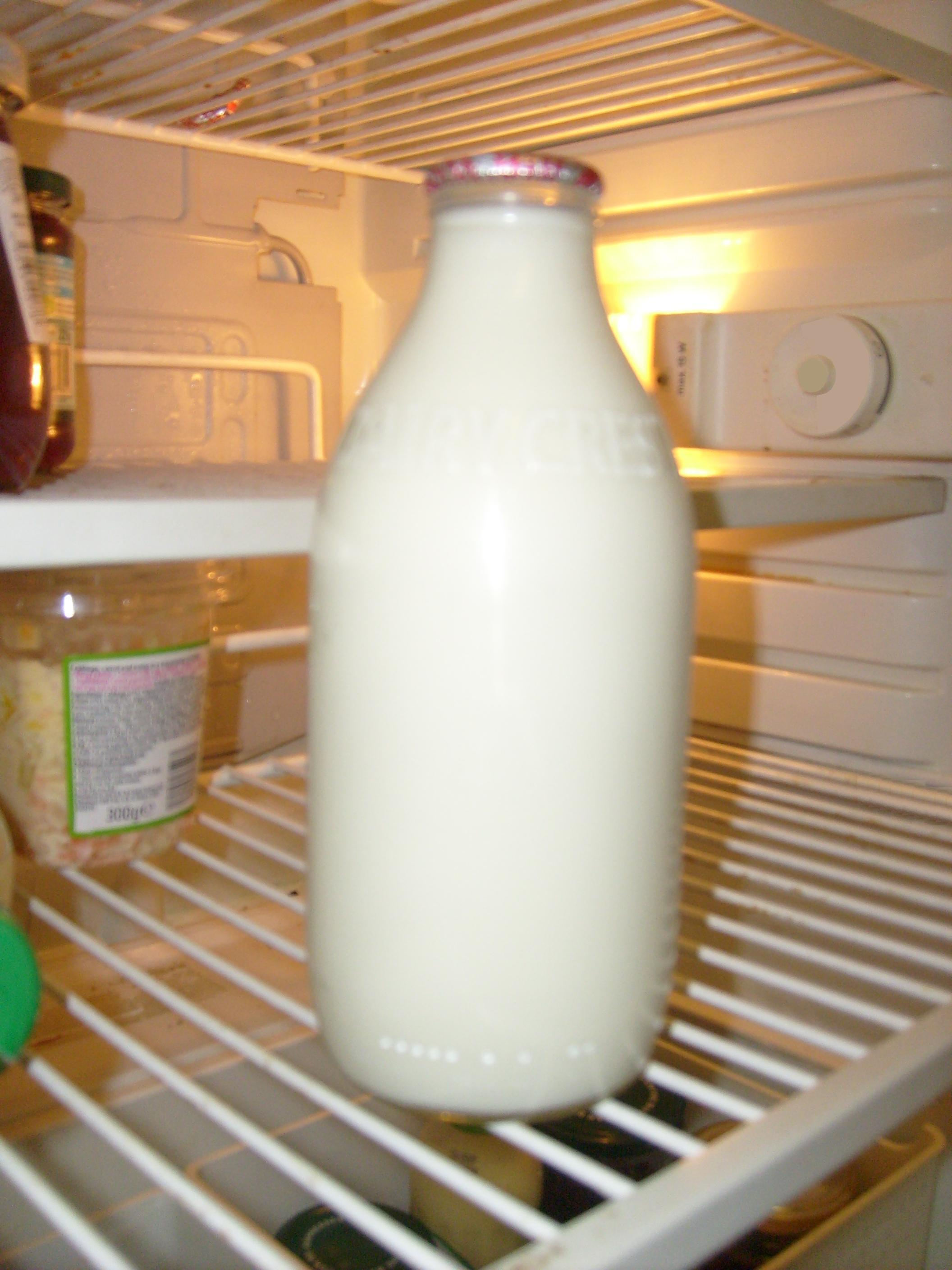
Так молочная бутылка выглядит в Британии

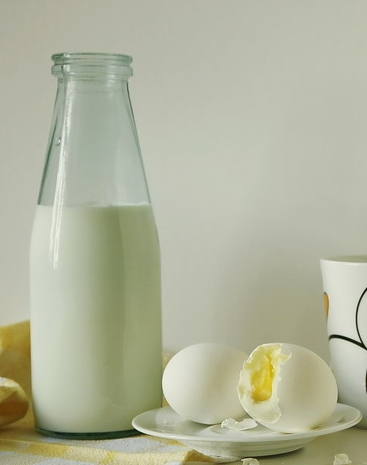
А так — в ФРГ

### СССР
В СССР примерно до начала 90-х годов XX века широко использовалась бутылка ёмкостью 0,5 литра, а также многие десятилетия ранее использовалась бутылка ёмкостью в 1 литр. Параметры таких бутылок определял ГОСТ 15844-80 «Тара стеклянная для молока и молочных продуктов». В отличие от обычных бутылок, молочная бутылка имела широкое горлышко и закупоривалась не пробкой или крышкой, а фольгой. При этом, как правило, на фольгу наносилась методом тиснения вся информация о продукте и производителе, включая розничную цену. Конечный срок реализации обозначался как указанием конкретной даты, так и просто надписью с порядковым номером дня недели. Довоенные бутылки имели надпись: «Наркомпищепром СССР. Главмолоко». В литровых бутылках продавалось почти исключительно молоко, а в пол-литровых — и другие молочные продукты (изредка для них использовались и литровые бутылки), при этом для быстрой ориентации использовались крышки из фольги разного цвета:
- серебристая для молока;
- зелёная для кефира;
- жёлто-серебристая полосатая для сливок;
- салатово-серебристая полосатая для обезжиренного кефира;
- золотистая для ряженки;
- тёмно-жёлтая для топлёного молока;
- светло-коричневая для шоколадного молока;
- темно-фиолетовая для ацидофилина;
- сиреневая для сливок;
- синяя для медового кефирного напитка «Коломенский»;
- розовая для кисломолочного напитка «Снежок».

Также существовали бутылки объёмом 0,2 литра, в которые разливались молочные продукты большей плотности:
- сливки повышенной жирности (жёлтая фольга);
- сметану (оранжевая фольга);
- варенец (фиолетово-серебристая полосатая фольга);
- мечниковскую простоквашу (розовая фольга);
- сгущённое молоко (красная фольга).

Кроме того, в некоторых республиках СССР использовалась другая система маркировки молочных продуктов.
Продукты типа «Виталакт» разливались в проградуированные бутылки ёмкостью 0,2 литра.
Т. н. «Можайское» молоко продавалось в закупоривавшихся металлической крышкой бутылках особого типа, напоминающих винные, ёмкостью 0,5 литра с узким горлом, хотя в постсоветское время его стали разливать в точно такие же бутылки, как пиво, но только прозрачного цвета.
Стандартная цена на 0,5-литровую бутылку молока и кефира нормальной жирности (3,2—3,5 %) в I ценовом поясе СССР составляла 28 копеек, в том числе 15 копеек, — залоговая цена бутылки; на литровую — 44 и 20 копеек, соответственно.
Перевозка молочных бутылок происходила в проволочных металлических ящиках, по 12 бутылок в каждом.
Постепенно молочные бутылки были вытеснены картонными упаковками Тетра Пак и других производителей и пакетами из полиэтилена.

### США
Помимо братьев Уайтманов патент на молочную бутылку получили Thatcher Manufacturing Company, Chicago Sterilized Milk Company, Sweet Clover и другие компании.
Примерно с 1900 года Thatcher Manufacturing Company стала помечать крышки бутылок печатью компании для удобства сбора с целью вторичного использования. Эту инициативу поддержали и другие компании.
До 1930-х для печати использовали метод тиснения, позже заменённый глазурованием.
До 1930-х молочные бутылки были круглыми. В 1940-х распространилось использование квадратных приземистых бутылок.
С 1960-х стеклянные бутылки были в значительной мере заменены картонными пакетами.

### Великобритания
С 1880 года Express Dairy Company стала развозить молоко в бутылках на конных повозках четыре раза в день. Уже к 1885 году поставки компании в Лондон достигли 30 000 галлонов (примерно 1400 гкл) в ночь.
В настоящее время развозное молоко по традиции продаётся по 20 жидких унций, хотя могут продать и в метрических мерах.
В супермаркетах часто продаются бутылки объёмом в пинту, но промаркированные в метрической мере (568 мл). Количества больше пинты, как правило, продаются в метрических единицах или по несколько пинт.

### Другие страны
Также молоко в стеклянных и пластиковых бутылках продавалось в Гонконге. В литровых стеклянных бутылках молоко продавалось в республике Куба.

## Иное применение
Такая бутылка применялась советскими гражданами для приготовления курицы на бутылке. Курица перед приготовлением в духовке надевается на полную воды бутылку из-под кефира. В процессе готовки вся вода испаряется и делает мясо курицы мягким и нежным на вкус.

## Вторичное использование
В СССР молочная бутылка, как и любая стеклотара, имела залоговую стоимость (15 копеек, в некоторых регионах стоимость доходила до 30 копеек) и подлежала возврату в торговую сеть за плату. В отличие от майонезных банок, бутылки из-под молочных продуктов принимались всегда (обычно непосредственно в молочных отделах магазинов, иногда — в обмен на вновь приобретаемые молочные продукты).
Также бутылку можно было использовать для хранения жидкостей или сыпучих продуктов, но такое применение бутылки для кефира широко распространено не было, вероятно, потому, что бутылку сложно было герметично закрыть. В конце 70-х появились пластмассовые крышки (аналогичные крышкам для банок из-под майонеза) и даже крышки с пружинным фиксатором, но они не получили широкого распространения. В случае же их приобретения бутылки использовались для приготовления домашних консервов (главным образом, компотов из мелких ягод — вишни, черники и т. п.).

## В произведениях искусства

### Музыка
Бутылка кефира является ключевым образом в песне группы «Чайф» «Оранжевое настроение» (автор — В. Шахрин):[значимость факта?]

Бутылка кефира, полбатона 

Бутылка кефира, полбатона 

А я сегодня дома 

А я сегодня дома 

А я сегодня дома один.

### Кинематограф
В советском телесериале «Гостья из будущего» московский школьник Коля Герасимов, выйдя из дома за кефиром с авоськой с тремя пустыми бутылками, попадает в будущее, и испытывает самые невероятные приключения, не выпуская из рук позвякивающей авоськи. В сцене разложения героя на элементы приводится полная информация о бутылке, включая номер ГОСТа.
В том же сериале попавший в наше время космический пират Весельчак-У (в исполнении Вячеслава Невинного) произносит целую оду кефиру с пол-литровой бутылкой в руках (одновременно демонстрируя знакомый всем способ открывании пробок из фольги щелчком пальца).